# Khadgapur
Khadgapur (nepalski: खडगपुर) – gaun wikas samiti we wschodniej części Nepalu w strefie Sagarmatha w dystrykcie Saptari. Według nepalskiego spisu powszechnego z 2001 roku liczył on 706 gospodarstw domowych i 3843 mieszkańców (1868 kobiet i 1975 mężczyzn).